# Verica
Verica (Berikos) var en kung i Britannia strax innan den romerske kejsaren Claudius invaderade England år 43.
Med utgångspunkt från hans mynt verkar det som att han har varit kung över Atrebatesstammen och son till Commius. Han efterträdde sin äldre bror Eppillus som kung cirka 15 e.Kr.. Verica regerade från Calleva Atrebatum som idag kallas för Silchester. Han erkändes som rex av Rom och verkar ha haft en god handel och diplomatiska förbindelser med det romerska riket.
Kort efter år 40:s början erövrade en grannstat hela hans kungarike. Dio Cassius berättar att kung Berikos (nästan säkert avsett vara Verica) fördrevs från England vid en revolt kring denna tid. Suetonius framförde att britter krävde av Rom att "vissa desertörer" återsändes. Som rex var Verica nominellt allierad med Rom, så hans påtvingade exil gav Claudius en förevändning att påbörja sin invasion av England.

### Fotnoter
1. ↑  Hur gick det för drottningen som gjorde revolt?, Dick Harrisson; Svenska Dagbladet, publicerat 2017.04.17, läst 2017.04.17.
2. ↑  Dio Cassius. Roman History 60:19